# Brandýs nad Orlicí
Brandýs nad Orlicí (in tedesco Brandeis an der Adler) è una città della Repubblica Ceca facente parte del distretto di Ústí nad Orlicí, nella regione di Pardubice.